# Videogiochi nel 1989

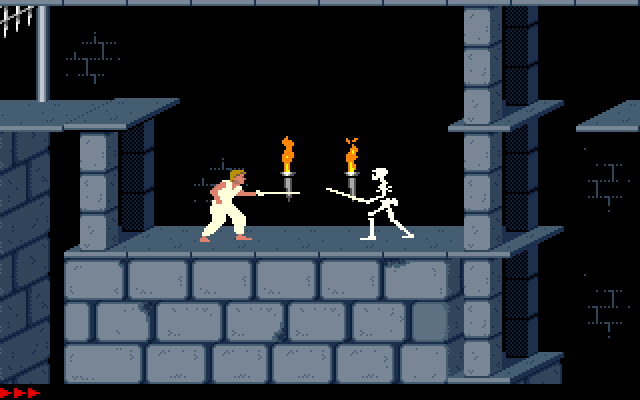
Prince of Persia (MS-DOS)

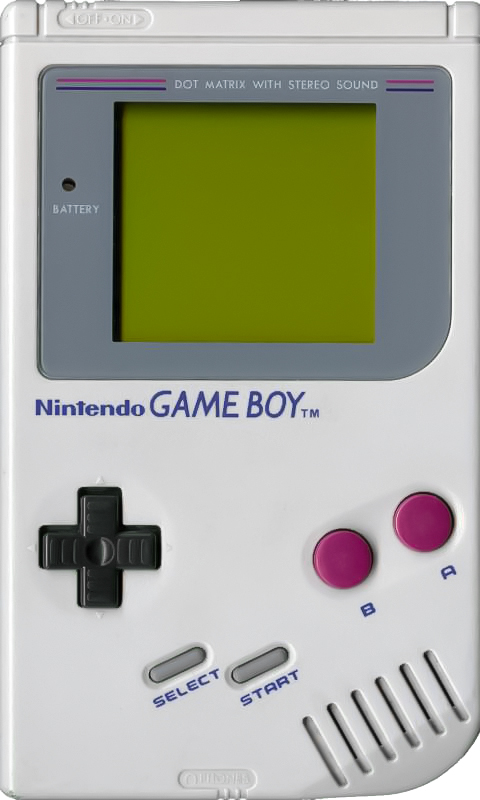
Game Boy

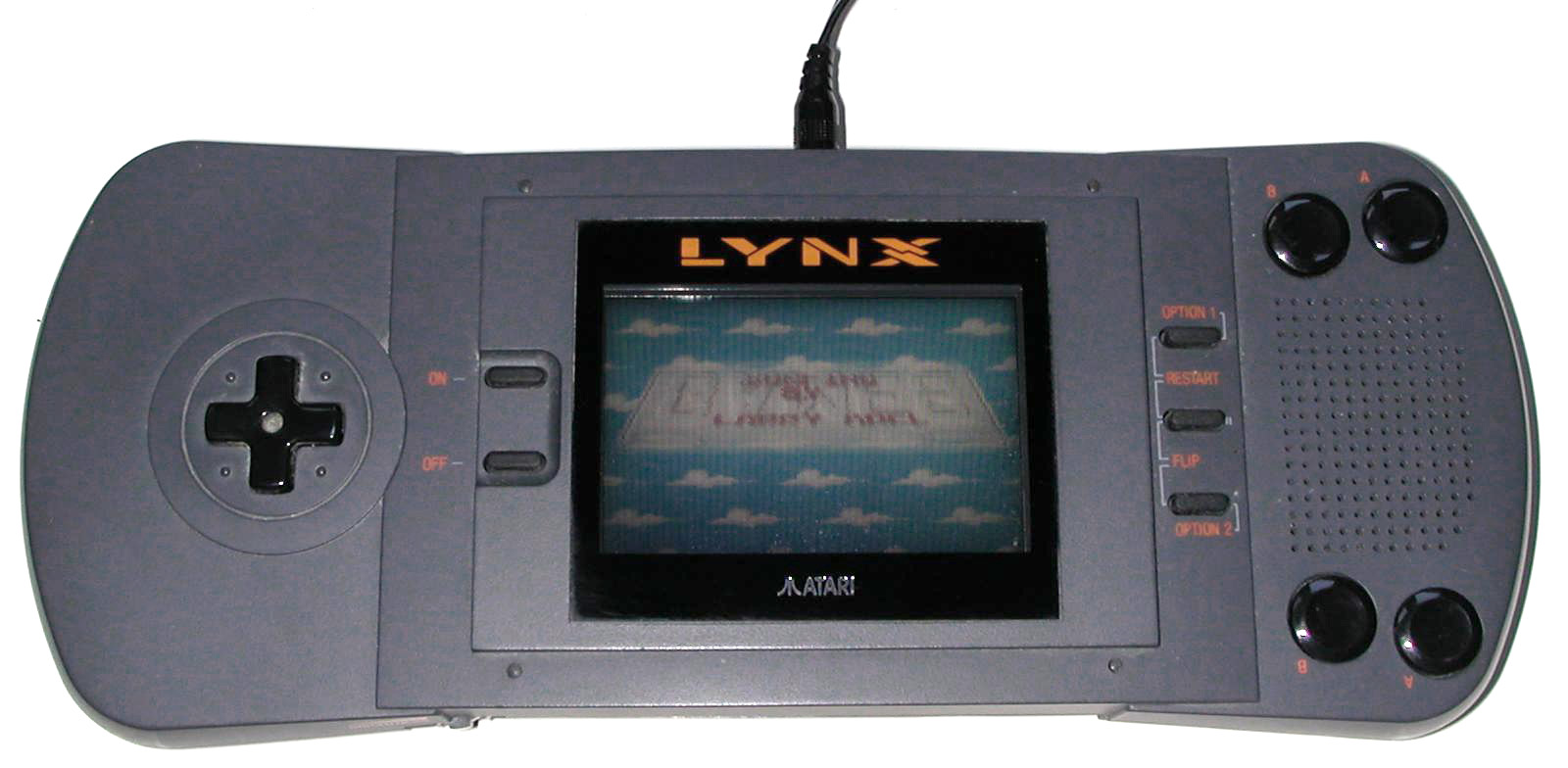
Atari Lynx

Eventi rilevanti avvenuti nell'industria dei videogiochi nel 1989. 
Per un elenco delle voci su giochi usciti nell'anno vedi Categoria:Videogiochi del 1989.

## Eventi

### Aziende
- Viene fondata la THQ.
- Viene chiusa l'Infocom.
- Microprose acquisisce la Telecomsoft[1].

### Hardware
- 21 aprile — Nintendo pubblica la console portatile Game Boy, una rivoluzione che renderà il settore portatile, fino ad allora molto limitato, uno dei più floridi dell'industria dei videogiochi[2].
- Infuria la lotta commerciale tra i computer a 16 bit Amiga e Atari ST, con varie offerte speciali con giochi inclusi.[1]
- Nella linea di computer Acorn Archimedes viene lanciato un modello economico, l'A3000, comunque piuttosto costoso.[1]
- Il computer Commodore 64 va ancora bene, celebre la frase della Commodore "Come vostra zia Petunia, sembra che non muoia mai"[1]
- febbraio — Fujitsu presenta il computer FM Towns in Giappone.
- 14 ottobre — la console Sega Mega Drive viene immessa nel Nord America come Sega Genesis[2].
- settembre — Atari mette in commercio la console portatile Atari Lynx
- dicembre — Esce il computer SAM Coupé, ultima nuova macchina del decennio[1] e ultimo tentativo di lanciare una nuova linea a 8 bit.
- 29 agosto — NEC mette in vendita la console PC Engine negli Stati Uniti d'America come TurboGrafx-16.
- 16 settembre — Mattel pubblica il controller Power Glove per la console NES[2], pubblicizzato anche nel film Il piccolo grande mago dei videogames (uscito il 15 dicembre negli USA).
- NEC mette in vendita la console SuperGrafx in Giappone.
- gennaio — viene presentata la console Konix Multisystem che promette grandi innovazioni[1], per poi non arrivare mai alla produzione.

### Giochi
- 5 giugno — Bullfrog Productions presenta Populous, che rese celebre il genere god game[1].
- dicembre — Capcom pubblica Final Fight.
- 3 ottobre — Brøderbund presenta Prince of Persia, primo capitolo della serie omonima.
- Sierra On-Line pubblica Quest for Glory I: So You Want to Be a Hero, primo capitolo della serie Quest for Glory.
- Maxis presenta SimCity, una pietra miliare dei giochi gestionali.
- Cinemaware presenta It Came from the Desert.
- DMA Design presenta Shadow of the Beast.
- Anco pubblica Kick Off[1].
- 8 febbraio — Atari pubblica l'arcade Hard Drivin', il primo con grafica poligonale e fisica realistica[2].
- maggio — Il 9 termina lo sviluppo di Solitario e il 28 quello di Campo minato, i più famosi giochi inclusi in Windows[2].

### Classifiche
- I titoli più venduti sono, in ordine decrescente, DuckTales (NES), Batman: The Movie (multiformato), Super Mario Land (Game Boy), Prince of Persia (multiformato), Shadow of the Beast (multiformato), Sim City (Amiga 500), Phantasy Star II (Mega Drive), Populous (multiformato), Sim City (multiformato), Castlevania III (NES)[2].
- I maggiori successi in sala giochi sono Teenage Mutant Hero Turtles, Golden Axe, Hard Drivin', Final Fight, Pang, Super Off Road, WWF Superstars, Toki, Strider, S.T.U.N. Runner[2].
- I sistemi più diffusi sono NES, Game Boy, Amiga 500, Commodore 64, Sega Master System, Amstrad CPC, Sega Mega Drive, Atari 2600, Atari Lynx, PC Engine[2].
- Gli editori con più fatturato sono Nintendo (con ampio distacco), Activision, Sega, Konami, Capcom, Taito, Amstrad, Atari, NEC, SNK[2].